# موتشرلا (زلاغي الشرقي)
موتشرلا (بالفارسية: موچرلا) هي قرية تقع في إيران في قسم زلاغي الشرقي الریفي. يقدر عدد سكانها بـ 117 نسمة .